# Metohia

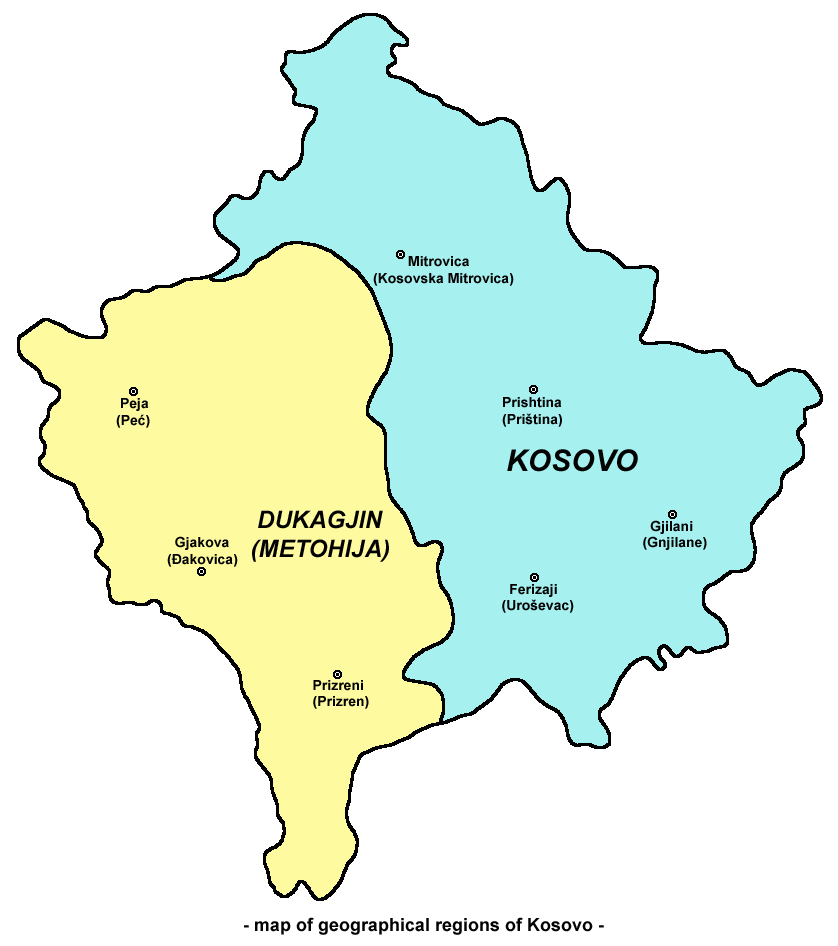
Harta Metohiei în Kosovo. De asemenea, cele mai mari orașe sunt prezentate.

Metohia (albaneză Rrafshi i Dukagjinit; sârbă Метохија, transliterare: Metohija, sau rar Metohia) este numele regiunii ce acoperă partea de sud-vest a republici Kosovo. Aceasta cuprinde trei dintre cele șapte districte din Kosovo, și anume:
- Districtul Peć
- Districtul Đakovica
- Districtul Prizren

Suprafața regiunii este 3.340 km². Populația în 2002 a fost de 790.272, sau 40% din totalul populației de 2.956.194 din provincie.

## Numele
Numele de Metohia provine de la cuvântul grecesc μετόχια (metókhia) însemnând metoh (moșie monahală), cu referire la numărul mare de sate și așezări din regiune, care au fost deținute de mănăstirile ortodoxe ale Serbiei și Muntelui Athos în timpul Evului Mediu.
În limba albaneză zona se numește Rrafshi i Dukagjinit și înseamnă podișul ducelui Gjin, numită după un faimos nobil albanez medieval.
Numele sârb întreg "Kosovo și Metohia" a fost în uz oficial până în 1974, când statutul constituțional al provinciei Kosovo a suferit schimbări majore prin noua constituție stabilită pentru Republica Socialistă Federală Iugoslavia. Constituția din 1974 a eliminat termenul "Metohia" și "Kosovo" a devenit termenul oficial al provinciei ca un întreg. Schimbarea nu a fost acceptată în Serbia, astfel că vechiul nume a continuat să fie în uz (de exemplu în Memorandumul al Academiei Sârbe de Științe și Arte din 1986). Președintele sârb Slobodan Miloșevici a promulgat în anul 1989 o nouă constituție pentru Serbia, care a redus foarte mult autonomia provinciei și a restaurat vechiul nume.

## Geografie
Metohia are lățimea maximă de 23 km și aproximativ 60 km lungime și o altitudine de 450 m deasupra nivelului mării. Principalul râu este Drinul Alb. Este mărginit de lanțuri muntoase Mokra Gora în nord și nord-vest, de Prokletije în vest, Paštrik în sud-vest, de Munții Šar în partea de sud și sud-est, și Drenica, care îl diferențiază de restul provinciei Kosovo, în est și nord-est. 
Divizarea geografică dintre Metohia și Kosovo cauzează diferențe între flora și fauna celor două zone. Metohia are influențe caracteristice mării Mediteraneene, fiind astfel regiunea cu cel mai mare număr de specii ale florei și faunei mediteraneene din Serbia, în timp ce ecologia regiunii Kosovo nu diferă față de cea din Serbia. 
Metohia este format din teren arabil fertil cu multe râuri mici care furnizează apă pentru irigații și, în combinație cu climatul mediteranean, oferă terenuri excelente, mai puțin pentru cereale. Această zonă este bine cunoscută pentru înalta calitate a viței de vie, pomi fructiferi și creșterea castanilor și a migdalelor de copaci.

## Orașe
Cele mai mari orașe ale Metohiei (cu statisticile populației din 2006), sunt:
- Prizren (165,229)
- Đakovica (97,156)
- Peć (95,190)
- Istok
- Orahovac
- Dečani

## Istorie
În antichitate, pe teritoriul de astăzi al Metohiei locuiau triburi ilirice și tracice. În secolul al II-lea î.Hr., romanii cuceresc regiunea, iar în anul 9 î.Hr. o includ în provincia Illyricum. Regiunea Metohia a primit valuri ale migrațiilor slave în secolele V-VII prin care nou-veniții se vor amesteca cu ilirii, tracii și coloniștii romani rămași și îi vor slaviza, ducând astfel la etnogeneza formării poporului sârb. În anul 630 aceasta a devenit o parte dintr-un nou principat format de sârbi numit Marele Principat Raška, aflat sub stăpânirea Imperiului Bizantin, având capitala Dostinik, condusă de Casa Vlastimirović.
La începutul secolului X, Metohia a fost cucerită de țarul bulgar Simeon I. Deși dominația sârbă va fi restaurată la începutul aceluiași secol, dominația bizantină a fost încă odată restaurată după căderea celei sârbe în 960. 
Controlul asupra regiunii de Metohia a fost restaurat lent de către Casa de Vojislavljević în secolul XII. Aceasta a fost înlocuită ulterior de noua Casă de Nemanjić. Regatul sârbilor a fost creat în 1217, devenit imperiu în 1345. Metohia a fost cucerită de către turci și apoi introdusă în Imperiul lui Vilayet din Kosovo, după căderea Serbiei în 1459. Metohia a asistat foarte intens la migrațiile albanezilor, ce aveau să înlocuiască dominația sârbă ca grup etnic din Metohia, iar Islamul va înlocui dominația Creștinismului Ortodox.
Regiunea a fost preluată de Regatul Muntenegrului în Primul război balcanic din 1912. În timpul primului război mondial, Muntenegru a fost cucerit de către forțele austro-ungare, în 1915. Puterile Centrale au fost scoase din Metohia de armata sârbă, în 1918. Ulterior, Muntenegru, a aderat la Regatul Serbiei, care a fost urmată de formarea Regatul Sârbilor, Croaților și Slovenilor. Regatul a fost reformat în Regatul Iugoslaviei în 1929. Regatul a suferit o invazie din partea Axei în timpul celui de-al doilea război mondial, în 1941, și regiunea Metohia a fost introdusă în Albania controlată de italieni. După tratatul dintre Italia și Aliați, germanii au avut control direct asupra regiunii. După numeroase revolte ale sârbilor cetnici și partizanilor iugoslavi, Metohia a fost eliberată și a devenit o parte din Provincia Autonomă Kosovo și Metohia a Serbiei - ca parte din Federația Iugoslaviei Democratice.
La 17 februarie 2008, Kosovo, și-a declarat independența față de Serbia. Cu toate acestea, Serbia consideră că este încă o parte din teritoriul său suveran, ca o provincie autonomă.